# András Dlusztus
András Dlusztus (22 de julho de 1988) é um ex-futebolista húngaro, que joga como volante/zagueiro. Defendeu o Lombard-Pápa TFC.